# Fokke Middendorp
Fokke Middendorp (Wolvega, 1 mei 1905 - Wolvega, 21 november 2001) was een Stellingwerver schrijver.
Middendorp schreef over de geografie, cultuur en geschiedenis van zijn geboortestreek Weststellingwerf. In 1996 werd hem de H.J. Bergveld-prijs toegekend voor het boek Huus op'e Miente. Et levensverhael van Batteld Nijhoolt, zijn bewerking van de autobiografische verhalen van boerenarbeider en keuterboer Batteld Nijhoolt van de Miente bij Noordwoolde. Een deel van zijn werk verscheen onder het pseudoniem Fokke van Lute.
Van zijn hand verschenen onder meer:
- Her en der deur et oolde Wolvege (1980, als Fokke van Lute)
- Van Haule tot Heide. De volledige historie van alle straten, wegen, lanen, paden en pleinen in Weststellingwerf (1981, i.s.m. Han Wielick)
- Na driemaal klokkleppinge. De Westhoek (1985)
- De Van Harens en Wolvega (1989)
- Huus op 'e Miente. Et levensverhael van Batteld Nijhoolt (1992)
- Fokke van Lute op 'e tekst over Aant Heida, Jan van Schoot en Johannes Wardenier (1995)
- Het land van Stellingwerf toen en nu in woord en beeld (1997)
- Weststellingwerf in vogelvlucht (1998)
- Fokke van Lute vertelt. Verhalen over de geschiedenis van Weststellingwerf (2006, als Fokke van Lute, i.s.m. Ike Naafs-Loman)

- Nederlandse Thesaurus van Auteursnamen: 072852593
- Virtual International Authority File: 281918316